# Scyliorhinidae
Scyliorhinidae è una famiglia di squali bentonici, con oltre 150 specie conosciute. Sono generalmente conosciuti come Squali Gatto, ma molte specie vengono comunemente chiamati gattuccio.
Gli Squali Gatto si trovano nei mari temperati e tropicali di tutto il mondo, che vanno dalle acque mesolitorali poco profonde fino ad una profondità di 2.000 metri o più, a seconda delle specie.

## Descrizione

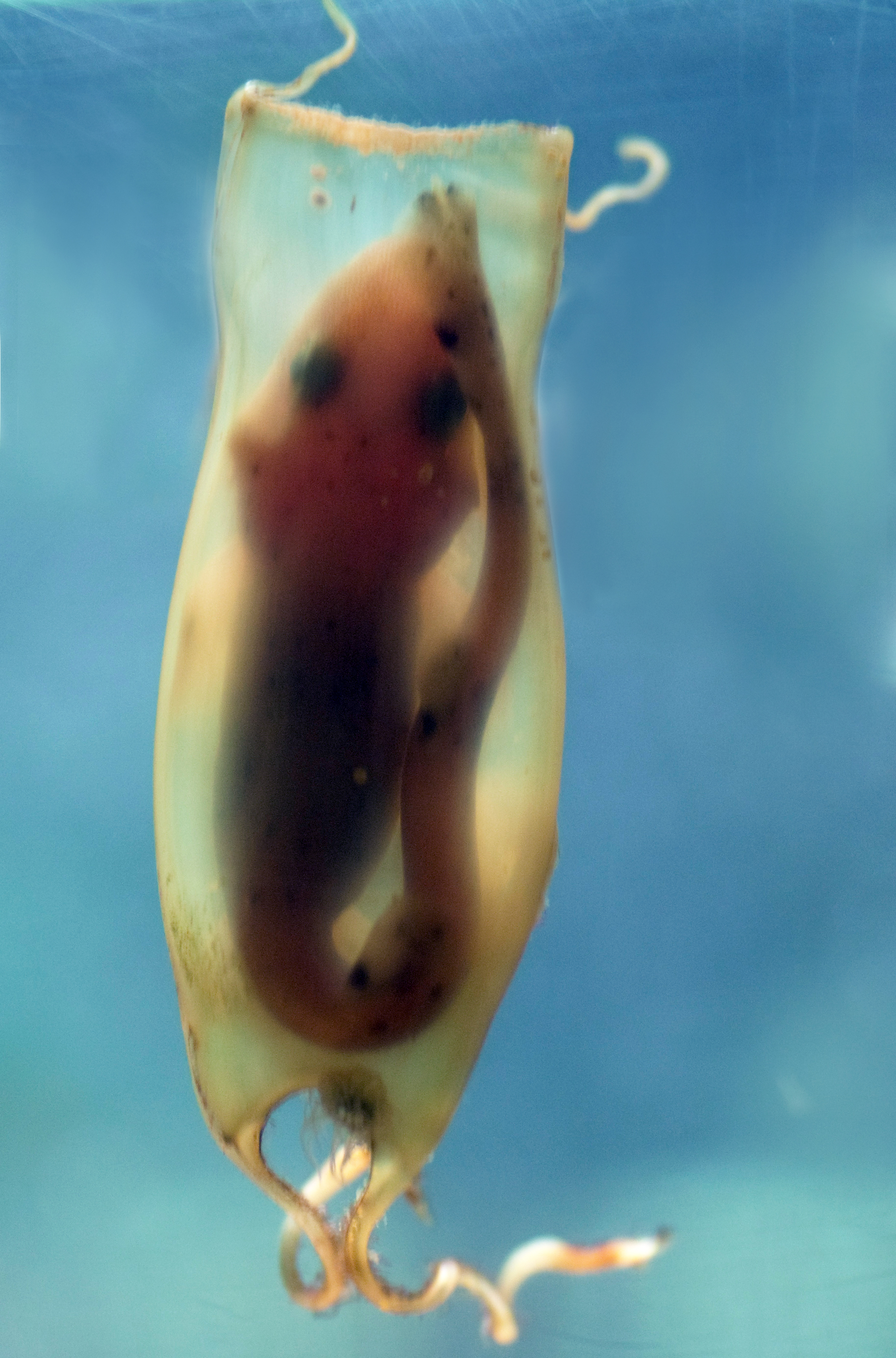
Un tipico borsellino della sirena: è visibile l'embrione di Scyliorhinus canicula.

Gli Squali Gatto si possono distinguere dalla forma allungata dei loro occhi (simile a quella dei gatti) e da due piccole pinne dorsali poste molto indietro sul corpo. La maggior parte delle specie sono abbastanza piccole, non più di 80 cm di lunghezza, ma alcune, come il Gattopardo (Scyliorhinus stellaris) possono raggiungere 1,6 m di lunghezza. La maggior parte delle specie hanno modelli sulla loro pelle, che vanno da larghe strisce a semplici macchie. Si nutrono di invertebrati e piccoli pesci. Alcune specie sono ovovivipare, ma la maggior parte depongono uova racchiuse in capsule allungate trasparenti che terminano con filamenti a spirale a ciascuna estremità, permettendo loro di aggrapparsi alla vegetazione e di non essere portate via dalla corrente. Queste uova note come borsellini delle sirene permettono di monitorare lo sviluppo dell'embrione durante la sua incubazione.

Gli Squali Gatto del genere Cephaloscyllium hanno la curiosa capacità di riempire lo stomaco con acqua o aria, quando minacciati, aumentando la loro circonferenza di 2 o 3 volte.

## Generi
- Apristurus
- Asymbolus
- Atelomycterus
- Aulohalaelurus
- Bythaelurus
- Cephaloscyllium
- Cephalurus
- Figaro
- Galeus
- Halaelurus
- Haploblepharus
- Holohalaelurus
- Parmaturus
- Pentanchus
- Poroderma
- Schroederichthys
- Scyliorhinus